# 埼玉県第16区
埼玉県第16区（さいたまけんだい16く）は、日本の衆議院議員総選挙における選挙区。2022年（令和4年）公職選挙法改正による区割りの変更で新設。

## 区域
2022年（令和4年）公職選挙法改正以降の区域は以下のとおりである。本選挙区の設置前はさいたま市岩槻区が1区、春日部市のうち合併前の市域が13区、同市の合併前の北葛飾郡庄和町の区域と吉川市および北葛飾郡松伏町が14区だった。本選挙区の設置により、合併によって生じた春日部市の小選挙区の分割が解消された。
- さいたま市
  - 岩槻区
- 春日部市
- 吉川市
- 北葛飾郡
  - 松伏町

## 歴史
2022年に区割りの改正がされた際の新設区で、第50回衆議院議員総選挙において初めて実施された。
設置後初となる第50回は、前復興大臣でこれまで区割り変更前の13区を地盤としてきた土屋品子がここまで2009年を除いて8回当選をしてきたが、地盤の春日部市が新設区となる事が決定すると早々と新設区で立候補する事を表明した。選挙戦は自民党の裏金問題とどう向き合うかに注目されたが、結果は約2000票差の僅差ながら土屋が9選を果たした。しかし、裏金問題もあって票は伸びず、土屋と共に13区から移動して出馬した立憲民主党の三角創太の比例復活当選を許す事となった。

## 小選挙区選出議員
| 選挙名                 | 年     | 当選者   | 党派       |
| ---------------------- | ------ | -------- | ---------- |
| 第50回衆議院議員総選挙 | 2024年 | 土屋品子 | 自由民主党 |

## 選挙結果
時の内閣：第1次石破内閣 解散日：2024年10月9日 公示日：2024年10月15日
当日有権者数：37万3279人 最終投票率：48.04% （全国投票率：53.85%（2.08%））
| 当落 | 候補者名 | 年齢 | 所属党派     | 新旧 | 得票数   | 得票率 | 惜敗率 | 推薦・支持 | 重複 |
| ---- | -------- | ---- | ------------ | ---- | -------- | ------ | ------ | ---------- | ---- |
| 当   | 土屋品子 | 72   | 自由民主党   | 前   | 66,909票 | 38.48% | ――     | 公明党推薦 | ◯    |
| 比当 | 三角創太 | 36   | 立憲民主党   | 新   | 64,244票 | 36.95% | 96.02% |            | ◯    |
|      | 中村梨香 | 37   | 日本維新の会 | 新   | 30,027票 | 17.27% | 44.88% |            | ◯    |
|      | 永堀健   | 57   | 日本共産党   | 新   | 12,691票 | 7.30%  | 18.97% |            |      |